# デーヴ (映画)
『デーヴ』（原題: Dave）は、1993年公開のアメリカ映画。コメディ映画。監督はアイヴァン・ライトマン、主演ケヴィン・クライン。配給ワーナー・ブラザース。
脚本のゲイリー・ロスはアカデミー脚本賞（1993年）に、ケヴィン・クラインはゴールデングローブ賞 主演男優賞（ミュージカル・コメディ部門）（1993年）に、それぞれノミネートされた。

## 概要
ホワイトハウスを舞台に、平凡な男性（ケヴィン・クライン）が脳卒中で再起不能となった大統領の影武者にされて国を引っ張るドタバタ振りと、孤独なファーストレディ（シガニー・ウィーバー）との大人のロマンスを絡め、名も無き男によりアメリカの良心は守られるという映画の定番をコメディタッチで描いている。 
偽の大統領への忠誠心を巡って揺れる護衛官役のヴィング・レイムス、悪人から善人へと徐々に戻っていく大統領報道官役のケヴィン・ダン、友人であるデーヴの頼みを断りきれず、連邦政府予算の組み替えにも協力させられる会計士役でチャールズ・グローディン、国民への奉仕を忘れない高潔な副大統領役のベン・キングズレーなどが脇をがっちり固め、大統領首席補佐官役のフランク・ランジェラが憎々しげな悪役を演じている。テレビ番組の司会者、政界の重鎮、映画スターも本人役で出演しているオマケもある。
脚本はチャールズ・G・ブース(Charles G. Booth,1886-1949)が書いた"Caviar for His Excellency" (閣下にキャビアを)という短編小説がベースになっている。この小説は"The Magnificent Fraud"(1939)、「パラドールにかかる月」(1988)で映画化された。

## ストーリー
デイブ・コーヴィックはワシントンD.C.のジョージタウンで人材派遣会社を経営しながら、ビル・ミッチェル大統領に驚くほど似ていることから、イベントに呼ばれて大統領の形態模写をしている。シークレットサービスのデュエイン・スティーブンソンは、表向きは安全対策として、演説後のミッチェルになりすますよう彼をスカウトするが、実際はミッチェルが不倫関係にあるホワイトハウス職員のランディに会えるようにするためだった。
デイブの演技は順調にいくが、ミッチェルはランディとのセックス中に脳卒中となる。首席補佐官のボブ・アレグサンダーは、デイブに職務の継続を要請することを思いつく。ボブの計画は、ゲイリー・ナンス副大統領を貯蓄貸付組合を巡るスキャンダルに巻き込んで辞任に追い込むことだ。その後、デイブがミッチェル大統領としてボブを副大統領に任命し、その後、デイブはより深刻な脳卒中の振りをして、ボブが大統領に昇格するという計画である。大統領報道官のアラン・リードは最初は躊躇したが、最終的には受け入れ、脳卒中は軽度であると記者団に伝えた。ボブとアランは、ナンスが精神的に不安定であると主張し、国のためにミッチェルになりすまし続ける必要があるとデイブを説得する。ナンスはアフリカへの親善訪問に派遣される。
デイブの魅力と熱意がミッチェルのイメージと人気を向上させる。何年もの間、夫とよそよそしい関係となってきているエレン・ミッチェル大統領夫人は、最初は何も疑わず、たまに一緒に公務を行う時にはデイブに軽蔑した態度で接する。しかし、彼女が熱心に支援しているホームレス保護施設の内気な少年に対してデイブが共感を示すのを見て、彼女は彼に対する態度を軟化させ始める。しかし、ボブが保護施設への補助金を含む法案への拒否権行使の文書にミッチェルの署名を真似て署名をした後、彼女の怒りはぶり返すこととなる。デイブは友人の会計士であるマレー・ブラムに相談した後、閣僚たちと協議しシェルターへの補助金を復活させる。激怒したボブはデイブを破滅させると脅すが、アランは、そういうことになれば彼らの陰謀を暴くと答える。協力してくれた友人を見送るデイブに、ホワイトハウスを見上げながらマレーは「早く出て来いよ、こんなとこ」と忠告する。
保護施設を救おうとするデイブの熱心な努力を知ったエレンは、デイブにトリックを仕掛け、偽者であることを認めさせ、夫に会いたいと頼む。デイブはデュエインに彼ら2人をミッチェルが昏睡状態にあるホワイトハウス地下の秘密病室まで案内させる。2人はミッチェルは恢復の見込みが無いことを告げられる。2人はホワイトハウスを離れる決心をするが、2人きりで夜を過ごした後、恋に落ち始める。エレンはデイヴに、ファーストレディとして人々を助けることが出来ると思ったので、幸せな結婚という見せかけに乗ってきたのだと話す。デイブは彼女に、そう出来たら良いのにと言う。彼らはもう1つだけやることについて話す。
翌日、デイブはまだミッチェルの振りをして記者会見を開き、それを知ったボブはデイブがもう自分に従わないことに激怒する。デイブはボブを解雇し、ボブも彼を追放しようとするが、デイブはなりすましのことを報道陣に話すと言ってボブを脅す。記者会見でデイブは、希望するすべてのアメリカ人に仕事を提供するという画期的な計画を発表する。
アフリカから戻ったナンス副大統領は、実際にはボブと本物のミッチェルが行った罪をナンスに着せようとしたとして、デイブと対峙する。デイブへの報復として、ボブはミッチェルがスキャンダルに関与している証拠を暴露するが、アランはそれが真実であると認める。大統領弾劾の話があるにも拘わらず、デイブは雇用計画を撤回することを拒否する。一方、ボブは大統領選挙に出るための支持を秘かに集め始める。
議会の上下両院合同会議において、デイブはボブの主張が真実であることを認め、ボブも関与しており、ナンスが無実であることを示す、アランが提供した証拠を提出する。デイブはナンスと国民に対して謝罪した後、脳卒中を装ってその場に倒れ込む。本物のミッチェルを運んで来た救急車で入れ替わったデイブが去ろうとする時、それまで偽物の大統領の弾除けになることに逡巡してきた護衛官のデュエインは「君のためなら死ねる」と伝え、握手した２人は別れる。病院は今回の脳卒中を重篤であると発表し、ミッチェルは亡くなるまでさらに5か月間昏睡状態が続くこととなる。ナンスは大統領代行として、その後大統領として雇用計画を支持し、それが法律となる。ボブとミッチェル政権関係者数人は起訴されるが、アランはホワイトハウスで働き続ける。
デイブは、マレーと職業紹介所のスタッフの助けを得て、ワシントンD.C.市議会議員に立候補する。 ある日、エレンが訪ね来て、デイブは驚く。彼は彼女を自分のオフィスに招き入れ、そこで2人は初めてのキスを交わす。狐につままれたようなマレーたちが見ていると、デイブがプライバシー確保のために入口のシェードを閉め、キャンペーンバッジを身に着けたデュエインが入口の前に立ちはだかるのだった。

## キャスト
| 役名                                         | 俳優                             | 日本語吹替 | 日本語吹替   | 日本語吹替 |
| 役名                                         | 俳優                             | ソフト版   | テレビ朝日版 |            |
| -------------------------------------------- | -------------------------------- | ---------- | ------------ | ---------- |
| デーヴ・コーヴィック／ビル・ミッチェル大統領 | ケヴィン・クライン               | 納谷六朗   | 古川登志夫   |            |
| エレン・ミッチェル大統領夫人                 | シガニー・ウィーバー             | 弥永和子   | 弥永和子     |            |
| ボブ・アレグザンダー首席補佐官               | フランク・ランジェラ             | 大木民夫   | 坂口芳貞     |            |
| アラン・リード報道官                         | ケヴィン・ダン                   | 富山敬     | 屋良有作     |            |
| デュエイン・スティーヴンソン護衛官           | ヴィング・レイムス               | 大友龍三郎 | 天田益男     |            |
| ゲイリー・ナンス副大統領                     | ベン・キングズレー               | 品川徹     | 大木民夫     |            |
| マーリー・ブラム                             | チャールズ・グローディン         | 牛山茂     | 梅津秀行     |            |
| アリス                                       | フェイス・プリンス               | 一柳みる   | 一城みゆ希   |            |
| ランディ                                     | ローラ・リニー                   | 雨蘭咲木子 | 佐藤しのぶ   |            |
| ホワイトハウスのツアー・ガイド               | ボニー・ハント                   |            |              |            |
| ジョン・マクラフリン                         | ジョン・マクラフリン             | 藤本譲     | 藤本譲       |            |
| ジェイ・レノ                                 | ジェイ・レノ                     | 星野充昭   |              |            |
| オリバー・ストーン                           | オリバー・ストーン               | 水野龍司   | 仲野裕       |            |
| ベン・スタイン                               |                                  | 水野龍司   | 仲野裕       |            |
| ラリー・キング                               | ラリー・キング                   | 古田信幸   |              |            |
| アーノルド・シュワルツェネッガー             | アーノルド・シュワルツェネッガー | 古田信幸   | 玄田哲章     |            |

- ソフト版：VHS・DVD・Blu-ray収録。

その他：藤生聖子、植村達雄、小関一、伊藤和晃、渡辺美佐、亀井芳子
- テレビ朝日版：初回放送1997年11月23日『日曜洋画劇場』

その他：小山武宏、久保田民絵、藤生聖子、伊藤和晃、中庸助、寺内よりえ、伊井篤史、北川勝博、松谷彼哉、内田聡明、北村弘一、塚田正昭、永迫舞、増田ゆき、木附久美子、児玉孝子、黒田弥生、奥島和美